# جمال موسیالا
جمال موسیالا (زادهٔ ۲۶ فوریهٔ ۲۰۰۳) بازیکن فوتبال حرفه‌ای اهل آلمان که در پست هافبک هجومی و وینگر برای بایرن مونیخ و آلمان بازی می‌کند.

## سبک بازی
یک بازیکن همه کاره، موسیالا می تواند در هر پست تهاجمی بازی کند. موسیالا به خاطر دریبل های ریزش شناخته می شود و می تواند حریفان را به سادگی از سر راه بردارد.  او همچنین به خاطر دید بالا و پاس های دقیقش همواره تحسین می شود.  هانسی فلیک، مربی سابق او در بایرن مونیخ، اظهار داشت: "او دید و احساس فوق العاده ای برای انتخاب فضاهای مناسب دارد. کنترل توپ او بسیار مطمئن است و می تواند بین خطوط خوب بازی کند."

## اوایل زندگی
پدر او اهل نیجریه است. موسیالا در شهر اشتوتگارت آلمان متولد شد و به دلیل تحصیلات مادرش، هنگامی که هنوز یک کودک نوپا بود به فولدا در شرق هسن نقل مکان کردند و تا هفت سالگی در فولدا زندگی می‌کردند، سپس به انگلیس رفت و بیشتر دوران کودکی خود را در آنجا گذراند. او بیشتر سال‌های کودکی خود را در آکادمی چلسی بازی کرد.

## عملکرد باشگاهی
هنگامی که او تقریباً پنج ساله بود، فوتبال باشگاهی را در سال ۲۰۰۸ با تیم TSV Lehnerz آغاز کرد. جمال هفت ساله بود که خانواده او مجبور شدند بار دیگر و در پاییز ۲۰۱۰ به دلیل تحصیلات مادرش به خارج از کشور و به ساوتهمپتون انگلیس نقل مکان کنند. پس از جستجوی ناموفق در باشگاه، او در یک کمپ تابستانی شرکت کرد و توسط استعدادیاب‌های ساوتهمپتون شناسایی شد و او را در آکادمی جوانان خود پذیرفتند. از آنجا که این کودک هفت ساله در مسابقات قهرمانی شهر مرتباً برای تیمش گلزنی می‌کرد، مورد توجه باشگاه چلسی قرار گرفت. با اتمام تحصیلات مادرش در خارج از کشور، خانواده او ابتدا به فولدا بازگشتند و سپس در بهار به انگلستان نقل مکان کردند و پیشنهاد چلسی را پذیرفتند. در سال‌های بعد، موسیالا در تیم‌های رده‌های سنی مختلف این باشگاه بازی کرد و به دنبال عملکرد موفقی که داشت در سن ۱۳ سالگی به تیم ملی زیر ۱۵ سال انگلیس دعوت شد. در ۱۵ سالگی، او برای اولین بار در لیگ برتر زیر ۱۸ سال ظاهر شد. در ژوئیه ۲۰۱۹ و در سن ۱۶ سالگی، موسیالا چلسی را ترک کرد و از میان پیشنهادهای مختلف تیم‌های مطرح اروپایی، بایرن مونیخ را برگزید. پس از چندین حضور در بوندسلیگا زیر ۱۷ سال و بوندسلیگا زیر ۱۹ سال برای بایرن، در ماه فوریه به وی اجازه داده شد تا برای اولین بار با تیم بوندسلیگا با سرمربیگری هانس فلیک تمرین کند، اما همچنان به بازی در تیم زیر ۱۹ سال ادامه داد.
در ۲۰ ژوئن ۲۰۲۰، در بازی خانگی مقابل فرایبورگ و تحت هدایت هانس فلیک اولین حضور کوتاه مدت خود را در تیم اصلی انجام داد. او در دقایق آخر این بازی به عنوان بازیکن تعویضی وارد زمین شد تا به این ترتیب با ۱۷ سال و ۱۱۵ روز جوانترین بازیکن بایرن در بوندسلیگا شود. در آن فصل، او در ۸ بازی برای تیم آماتور بایرن به میدان رفت، و همراه با این تیم قهرمان لیگ دسته سوم آلمان شد. فصل برای تیم اصلی بایرن به پایان نرسیده بود و در دنباله لیگ قهرمانان که در بهار به تعویق افتاده بود، از ابتدای اوت و در بازی برگشت مرحله یک‌هشتم نهایی به مصاف چلسی رفت. موسیالا در این بازی و در بازی مرحله یک‌هشتم برابر بارسلونا نیمکت‌نشین بایرن بود اما فرصت بازی پیدا نکرد. چند هفته بعد و در بازی افتتاحیه بوندس‌لیگا ۲۱–۲۰۲۰ به تاریخ ۱۸ سپتامبر، در دقایق پایانی به میدان رفت، و آخرین گل بایرن را در مسیر پیروزی ۸ بر ۰ مقابل شالکه به ثمر رساند و جوانترین گلزن بوندسلیگا در تاریخ بایرن شد. این عنوان پیش از او به روکه سانتا کروز، که در اوت ۱۹۹۹ و در سن ۱۸ سالگی اولین گل خود در بوندسلیگا را برای مونیخ به ثمر رساند، تعلق داشت.

## عملکرد ملی

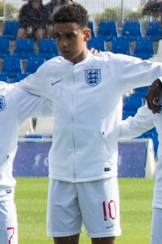
جمال موسیالا

موسیالا در آلمان از پدری نیجریه ای و مادری آلمانی متولد شد. در کودکی به انگلستان نقل مکان کرد و در نوجوانی به آلمان بازگشت و برای تیم‌های ملی رده‌های سنی مختلف انگلیس و آلمان بازی کرده‌است. او اولین بازی خود در سطح ملی را در دسامبر ۲۰۱۶ و در ۱۳ سالگی برای تیم ملی زیر ۱۵ سال انگلیس مقابل ترکیه انجام داد. یک سال بعد و در سومین حضور خود برای انگلیس هنگامی که ۱۴ سال داشت هر سه گل انگلیس را در پیروزی ۳–۱ مقابل هلند به ثمر رساند. در تابستان ۲۰۱۸ او یک بازی برای تیم ملی زیر ۱۶ سال انگلیس انجام داد، اما در بازی‌های بعدی در ترکیب نبود. از آنجا که موسیالا تابعیت آلمان را نیز دارد، در ماه اکتبر در دو بازی برای تیم زیر ۱۶ سال آلمان به میدان رفت. در همان ماه، او بار دیگر به تیم زیر ۱۶ سال انگلیس بازگشت، و با آنها در تورنمنت فرانسه حضور پیدا کرد. موسیالا تا آوریل ۲۰۱۹ در مجموع، ۹ بازی برای تیم زیر ۱۶ سال انگلیس انجام داد و از سپتامبر ۲۰۱۹ تاکنون ۹ بار در تیم زیر ۱۷ سال انگلیس بازی کرده‌است.

## آمار باشگاهی
تا تاریخ ۱۸ فوریه ۲۰۲۴
| باشگاه              | فصل                 | لیگ                 | لیگ  | لیگ | جام حذفی | جام حذفی | اروپا | اروپا | دیگر | دیگر | مجموع | مجموع |
| باشگاه              | فصل                 | دسته                | بازی | گل  | بازی     | گل       | بازی  | گل    | بازی | گل   | بازی  | گل    |
| ------------------- | ------------------- | ------------------- | ---- | --- | -------- | -------- | ----- | ----- | ---- | ---- | ----- | ----- |
| بایرن مونیخ ۲       | ۲۰۱۹–۲۰۲۰           | لیگا ۳              | ۸    | ۲   | ۰        | ۰        | –     | –     | –    | –    | ۸     | ۲     |
| بایرن مونیخ ۲       | ۲۰۲۰–۲۰۲۱           | لیگا ۳              | ۲    | ۰   | ۰        | ۰        | –     | –     | –    | –    | ۲     | ۰     |
| مجموع بایرن مونیخ ۲ | مجموع بایرن مونیخ ۲ | مجموع بایرن مونیخ ۲ | ۱۰   | ۲   | ۰        | ۰        | –     | –     | –    | –    | ۱۰    | ۲     |
| بایرن مونیخ         | ۲۰۱۹–۲۰۲۰           | بوندس‌لیگا           | ۱    | ۰   | ۰        | ۰        | ۰     | ۰     | ۰    | ۰    | ۱     | ۰     |
| بایرن مونیخ         | ۲۰۲۰–۲۰۲۱           | بوندس‌لیگا           | ۲۶   | ۶   | ۲        | ۰        | ۶     | ۱     | ۳    | ۰    | ۳۷    | ۷     |
| بایرن مونیخ         | ۲۰۲۱–۲۰۲۲           | بوندس‌لیگا           | ۳۰   | ۵   | ۱        | ۲        | ۸     | ۱     | ۱    | ۰    | ۴۰    | ۸     |
| بایرن مونیخ         | ۲۰۲۲–۲۰۲۳           | بوندس‌لیگا           | ۳۳   | ۱۲  | ۴        | ۳        | ۹     | ۰     | ۱    | ۱    | ۴۷    | ۱۶    |
| بایرن مونیخ         | ۲۰۲۳–۲۰۲۴           | بوندس‌لیگا           | ۱۷   | ۶   | ۳        | ۰        | ۶     | ۲     | ۱    | ۰    | ۲۶    | ۷     |
| مجموع بایرن مونیخ   | مجموع بایرن مونیخ   | مجموع بایرن مونیخ   | ۱۰۷  | ۲۹  | ۱۰       | ۵        | ۲۹    | ۴     | ۶    | ۱    | ۱۵۲   | ۳۹    |
| مجموع آمار          | مجموع آمار          | مجموع آمار          | ۱۱۷  | ۳۱  | ۱۰       | ۵        | ۲۹    | ۴     | ۶    | ۱    | ۱۶۲   | ۴۱    |

## آمار ملی

### بازی‌های ملی
تا تاریخ ۲۸ نوامبر ۲۰۲۴
| آلمان | آلمان | آلمان | آلمان  |
| سال   | بازی  | گل    | پاس گل |
| ----- | ----- | ----- | ------ |
| ۲۰۲۱  | ۹     | ۱     | ۱      |
| ۲۰۲۲  | ۱۱    | ۰     | ۲      |
| ۲۰۲۳  | ۵     | ۱     | ۰      |
| ۲۰۲۴  | ۹     | ۵     | ۳      |
| مجموع | ۳۴    | ۷     | ۶      |

### گل‌های ملی
| شماره | تاریخ         | میزبان   | بازی ملی | حریف    | نتیجه | رقابت                  |
| ----- | ------------- | -------- | -------- | ------- | ----- | ---------------------- |
| ۱     | ۱۱ اکتبر ۲۰۲۱ | اسکوپیه  | ۹        | مقدونیه | ۴–۰   | مقدماتی جام جهانی ۲۰۲۲ |
| ۲     | ۱۴ اکتبر ۲۰۲۳ | هارتفورد | ۲۴       | آمریکا  | ۳–۱   | دوستانه                |

## افتخارات

### باشگاهی
بایرن مونیخ ۲
- لیگا ۳: ۲۰–۲۰۱۹

بایرن مونیخ
- لیگ قهرمانان اروپا: ۲۰–۲۰۱۹
- سوپرجام اروپا: ۲۰۲۰[۱۸]
- سوپر جام فوتبال آلمان: ۲۰۲۰، ۲۰۲۱، ۲۰۲۲
- بوندسلیگا: ۲۰–۲۰۱۹، ۲۱–۲۰۲۰، ۲۲–۲۰۲۱، ۲۳–۲۰۲۲، ۲۵-۲۰۲۴
- جام جهانی باشگاه‌ها : ۲۰۲۰